# Гуалдо
Гуа̀лдо (на италиански: Gualdo, на местен диалект lu Guàrdu, лу Гуарду) е село и община в Централна Италия, провинция Мачерата, регион Марке. Разположено е на 650 m надморска височина. Населението на общината е 906 души (към 2010 г.).